# Río Caribe
Río Caribe är en ort i Mexiko.   Den ligger i kommunen Candelaria och delstaten Campeche, i den sydöstra delen av landet, 900 km öster om huvudstaden Mexico City. Río Caribe ligger 53 meter över havet och antalet invånare är 186.
Terrängen runt Río Caribe är platt. Runt Río Caribe är det glesbefolkat, med 11 invånare per kvadratkilometer. Närmaste större samhälle är Nuevo Comalcalco, 9,6 km sydost om Río Caribe. I omgivningarna runt Río Caribe växer i huvudsak städsegrön lövskog.